# محمد إبراهيم (لاعب جمباز)
محمد إبراهيم (موليد 4 أغسطس 1942)، هو لاعب جمباز مصري، مثل مصر في دورة الألعاب الأولمبية الصيفية 1964.